# HD 157373
HD 157373，又名BD+48 2506，SAO 46651、HR 6467，是一颗恒星，视星等为6.43，位于銀經74.53，銀緯34.68，其B1900.0坐标为赤經17h 17m 51.6s，赤緯+48° 34.68′ 15″。